# 한서로
한서로(Hanseo-ro)는 경기도 가평군 설악면 설악면행정복지센터앞 교차로에서 강원특별자치도 홍천군 남면을 잇는 도로이다.

## 주요경유지
경기도
- 양평군 (단월면)

강원특별자치도
- 홍천군 (서면 - 남면)

## 노선
| 이름                      | 접속 노선                   | 소재지   | 소재지                                  | 비고 |
| ------------------------- | --------------------------- | -------- | --------------------------------------- | ---- |
| 설악면행정복지센터 교차로 | 신천중앙로 신천중앙로88번길 | 가평군   | 설악면                                  |      |
| 신포교                    |                             | 가평군   | 설악면                                  |      |
| 놀미고개                  |                             | 가평군   | 설악면                                  |      |
|                           | 홍천군                      | 서면     |                                         |      |
| 널미재                    | 홍천군                      | 서면     |                                         |      |
| (이름없음)                | 홍천군                      | 서면     | 지방도 제403호선 (모곡로)               |      |
| 한서교                    | 홍천군                      | 서면     |                                         |      |
| (이름없음)                | 홍천군                      | 서면     | 국가지원지방도 제86호선 (개야로) 설말길 |      |
| 모곡교                    | 홍천군                      | 서면     |                                         |      |
| 중방대교                  | 홍천군                      | 서면     |                                         |      |
| 종선교                    | 홍천군                      | 서면     |                                         |      |
| (이름없음)                | 홍천군                      | 서면     | 지방도 제345호선 (석산로)               |      |
| 석산교                    | 홍천군                      | 서면     |                                         |      |
| 귀량교                    | 홍천군                      | 서면     |                                         |      |
| (이름없음)                | 홍천군                      | 서면     | 국가지원지방도 제70호선 (팔봉산로)      |      |
| 굴업 교차로               | 홍천군                      | 서면     | 단월로                                  |      |
| 굴업교                    | 홍천군                      | 서면     |                                         |      |
| 백양치터널                | 홍천군                      | 서면     |                                         |      |
|                           | 홍천군                      | 서면     |                                         |      |
| 백양치 교차로             | 홍천군                      |          | 남면                                    |      |
| (이름없음)                | 홍천군                      | 양덕원로 | 남면                                    |      |

## 주요 건물및 시설
- 농협 가평축산농협 설악지점 (한서로 3/신천리 121-9)
- 설악119안전센터 (한서로 7/신천리 121-7)
- 설악면 행정복지센터 (한서로 8/신천리 156-1)
- 설악면 보건지소 (한서로 8/신천리 156-1)
- GS칼텍스 태양주유소 (한서로 25/신천리 123-1)
- GS25 설악태양점 (한서로 25/신천리 123-1)
- 세븐일레븐 가평창의점 (한서로 78/창의리 451-1)
- 위곡리 보건지소 (한서로 227/위곡리 719-2)
- 미원초등학교 위곡분교장 (한서로 233/위곡리 718-1)